# Cerro Autana
Pour les articles homonymes, voir Autana.
Le cerro Autana est un sommet qui culmine à 1 250 mètres d'altitude. Il est situé dans l'État d'Amazonas au Venezuela.